# Ängavallen

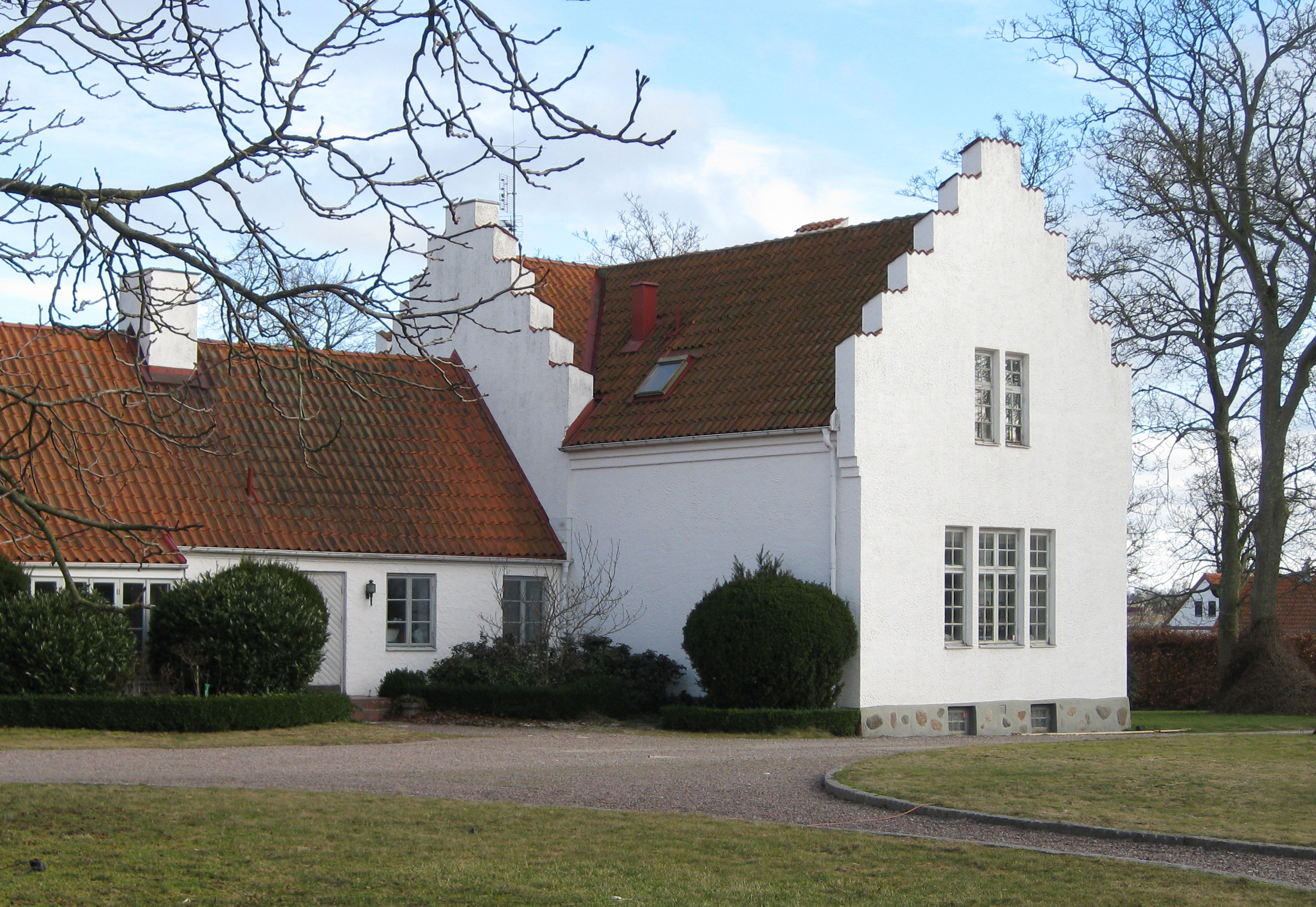
Ängavallens boningshus

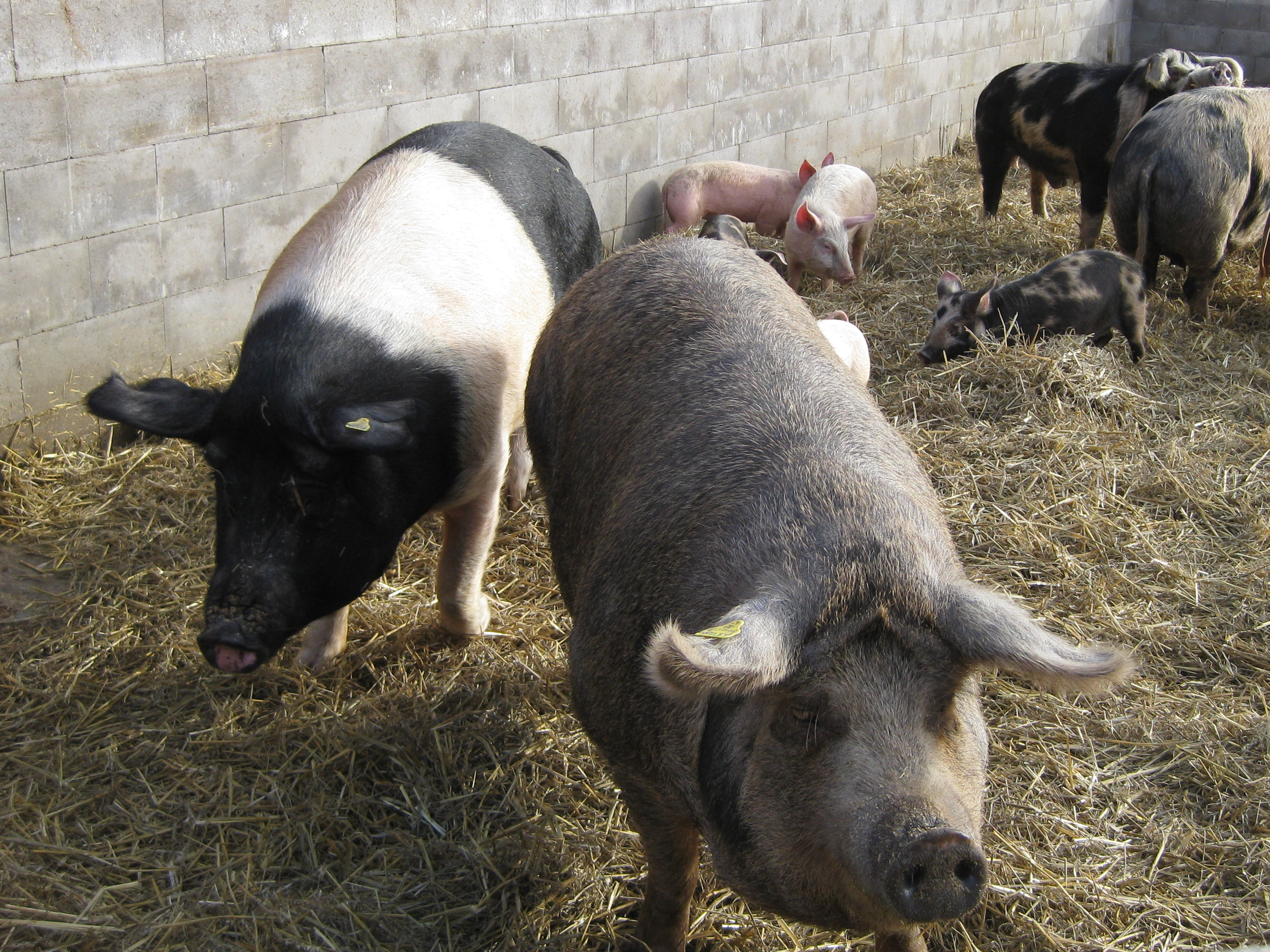
Grisar på Ängavallen

Ängavallen är ett företag som fungerar som en ekologisk gård. Den är belägen i Norra Håslöv i Vellinge kommun. Gården består i dag av slakteri, gårdshandel, restaurang, mejeri och hotell. 2008 vann företaget pris för årets ekokrog av White guide. Företaget grundades 1971 av Rolf Axel Nordström då han köpte Ängavallen. Under 2008 startades en ålfond som ska befrämja ålens tillväxt.